# فيرونيكا سكفورتسوفا
فيرونيكا ايغوريفنا سكفورتسوفا (الروسية: Вероника Игоревна Скворцова) هي أخصائية في طب الجهاز العصبي وسياسية روسية، شغلت منصب وزير الصحة من 21 مايو 2012 إلى 15 يناير 2020.

## حياتها
ولدت عام 1960 في موسكو بعائلة طبيب، وتخرجت من كلية أمراض الأطفال بجامعة الطب الحكومية الروسية (معهد الطب الحكومي الثاني سابقا)، ثم تلقت دورة الدراسات العليا الخاصة بأمراض الأعصاب ، وقدمت عام 1988 أطروحة بتخصص الأمراض العصبية.
وعملت فيرونيكا سكفورتسوفا أعوام 1995 – 1997 استاذة مساعدة في القسم الدراسي للأمراض العصبية لدى جامعة الطب الحكومية الروسية. وتولت عام 1997 إدارة القسم الدراسي لأعصاب الدماغ في الجامعة.وتولت عام 2005 إدارة معهد السكتة الدماغية للبحوث العلمية.
وفي 15 يوليو/تموزعام 2008 تم تعيينها نائبة لوزير الصحة والتنمية الاجتماعية في روسيا الاتحادية.
فيرونيكا سكفورتسوفا حائزة على دكتوراه الدولة في الطب وبروفيسورة وعضوة في أكاديمية علوم الطب. ومنحت عام 2008 وسام الشرف لقاء الشجاعة التي أبدتها لدى تقديم الإسعافات للمصابين جراء النزاع المندلع بين جورجيا وأوسيتيا الجنوبية. كما إنها تعتبر رئيسة مساعدة لجمعية مكافحة السكتة الدماغية ونائبة رئيس تحرير مجلة " كورساكوف لعلم الأعصاب والأمراض النفسية".
في 21 مايو/أيار عام 2012 تم تعيينها في منصب وزيرة الصحة في روسيا الاتحادية.
في الدورة السبعين لجمعية الصحة العالمية في 11 مايو 2017، تم انتخابها رئيسة لمنظمة الصحة العالمية، ولم تعترض على ترشيحها سوى أوكرانيا. 